# Pascal Peeters
Pascal Peeters (1972) is een Belgisch voormalig karateka.

## Levensloop
Peeters was enkele jaren actief bij de voetbalclub Germinal Ekeren, alwaar hij derde doelman van het eerste team was. Als negentienjarige besloot hij zich volledig op karate toe te leggen.
Peeters behaalde als drieëntwintigjarige in 1995 zilver in de gewichtsklasse -80kg van het kumite op de Europese kampioenschappen in het Finse Helsinki. De vice-kampioen kreeg vervolgens een sportersstatuut aangeboden van het BLOSO. In 1999 behaalde hij brons op de Open Duitse kampioenschappen te Bonn.
Hij was aangesloten bij Voris Schoten.